# Dirty protest
La Dirty Protest (en français la protestation par la saleté) aussi appelée la protestation par le refus de se laver, est une des façons de manifester utilisée pendant cinq ans par les prisonniers se réclamant de l’Armée républicaine irlandaise provisoire (IRA) et Armée de libération nationale irlandaise (INLA) et détenus dans la prison du Maze et dans la prison pour femmes d'Armagh.

## Contexte
Les condamnés issus des organisations paramilitaires sont traités en Irlande du Nord comme des criminels ordinaires jusqu’en juillet 1972. Une catégorie particulière, le Special Category Status, est créée pour les prisonniers irlandais après une grève de la faim pratiquée par quarante détenus de l’IRA emmenés par le républicain Billy McKee. L’introduction de cette catégorie spéciale signifie pour les prisonniers qu’ils doivent être traités de la même manière que les prisonniers de guerre comme ne plus avoir l’obligation de porter l’uniforme de la prison ou ne plus être obligé de travailler en prison.
En 1975, le gouvernement britannique abroge ce statut ce qui constitue l'origine de la dirty protest.